# Tagulabrilvogel
De tagulabrilvogel (Zosterops meeki) is een zangvogel uit de familie Zosteropidae (brilvogels). Deze vogel is genoemd naar de Britse natuuronderzoeker Albert Stewart Meek die bij een bezoek aan de Louisiaden in 1889 een groot aantal vogels had verzameld waaronder deze tagulabrilvogel.

## Verspreiding en leefgebied
Deze soort is endemisch op het eiland Tagula in de Louisiaden ten zuidoosten van Nieuw-Guinea.

## Status
De grootte van de populatie is in 2016 geschat op 5000 volwassen vogels. Op de Rode lijst van de IUCN heeft deze soort de status gevoelig.